# Верхнерагозецкий сельсовет
Верхнерагозе́цкий сельсовет — муниципальное образование со статусом сельского поселения в Советском районе Курской области Российской Федерации.
Административный центр — деревня Ефросимовка.

## История
Статус и границы сельсовета установлены Законом Курской области от 21 октября 2004 года № 48-ЗКО «О муниципальных образованиях Курской области».
Законом Курской области от 26 апреля 2010 года № 26-ЗКО в состав сельсовета включены населённые пункты упразднённого Верхнеапоченского сельсовета.

## Население
| 2002 | 2010 | 2012 | 2013 | 2014 | 2015 | 2016 |
| ---- | ---- | ---- | ---- | ---- | ---- | ---- |
| 537  | ↗946 | ↘920 | ↘891 | ↘867 | ↘843 | ↘837 |
| 2017 | 2018 | 2019 | 2020 | 2021 |      |      |
| ↗843 | ↘839 | ↘824 | ↘807 | ↘787 |      |      |

## Состав сельского поселения
| № | Населённый пункт | Тип населённого пункта          | Население |
| - | ---------------- | ------------------------------- | --------- |
| 1 | Верхние Апочки   | село                            | ↘413      |
| 2 | Дубиновка        | деревня                         | ↘128      |
| 3 | Ефросимовка      | деревня, административный центр | ↘267      |
| 4 | Мочаки           | деревня                         | ↘46       |
| 5 | Сенное           | хутор                           | ↘1        |
| 6 | Троицкое         | деревня                         | ↘33       |
| 7 | Чепелевка        | деревня                         | ↘58       |